# Rivière Hinchinbrooke
Pour les articles homonymes, voir Hinchinbrooke (homonymie).
La rivière Hinchinbrooke (anglais : Hinchinbrook Brook) est un affluent de la rivière Châteauguay, coulant sur la rive sud du fleuve Saint-Laurent, dans:
- la municipalité de Hinchinbrooke, dans la municipalité régionale de comté du Le Haut-Saint-Laurent, dans la région administrative de la Montérégie, dans la province de Québec, au Canada;
- le Comté de Clinton, dans l'État de New York, aux États-Unis.

La partie inférieure du cours de cette rivière est accessible par le chemin Brook (est-ouest) et la montée Douanes Herdman (nord-sud). La partie américaine du cours de la rivière est surtout accessible par la River Street qui mène vers le sud à la ville de Chateaugay.
La surface de la rivière Hinchinbrooke (sauf les zones de rapides) est généralement gelée de la mi-décembre à fin mars; toutefois la circulation sécuritaire sur la glace se fait généralement de fin décembre à début mars. Le niveau de l'eau de la rivière varie selon les saisons et les précipitations; la crue printanière survient en mars ou avril.

## Géographie
La rivière Hinchinbrooke prend sa source en zone de montagne et forestière dans l'État de New-York.
À partir de sa source, le courant de la rivière Hinchinbrooke descend sur 31,3 km, avec une dénivellation de m, selon les segments suivants:
Partie supérieure, en territoire américain (segment de 15,2 km)
Note: Ce cours d'eau est désigné Hinchinbrook Brook dans l'État de New-York.
- 9,8 km vers l'ouest, bifurquant vers le nord-ouest, jusqu'à un ruisseau (venant du sud-est);
- 4,4 km d'abord vers le nord, puis en bifurquant vers l'ouest s'approchant de la frontière, jusqu'à la frontière canado-américaine. Note: À la frontière, l'élévation est de 140 m.

Partie inférieure, en territoire canadien (segment de 16,1 km)
- 4,2 km vers le nord en zone forestière en passant du côté ouest du Parc-Davignon, en recueillant le ruisseau Brinkworth (venant de l'est), en longeant la route Montée Herdman (par le côté est) route 202, jusqu'à couper cette dernière route du côté sud du hameau Herdman;
- 6,0 km vers le nord-ouest puis vers l'ouest en zone forestière, parfois agricole, en formant quelques serpentins, jusqu'au ruisseau Collins (venant du sud-est);
- 1,2 km vers l'ouest bifurquant au nord-ouest, et en traversant le lac Moonlight (longueur: 0,7 km; altitude: 60 m, jusqu'à son embouchure;
- 4,7 km vers le nord-ouest en zone agricole en formant quelques serpentins, en coupant la montée de Powerscourt, jusqu'à son embouchure[3].

La confluence de la rivière Hinchinbrooke se situe à 5,3 km au nord-ouest de la frontière canado-américaine, à 5,2 km au sud du centre du village de Huntingdon, à 52,4 km au sud de l'embouchure de la rivière Châteauguay.
À partir de son embouchure, le courant suit sur 43,8 km généralement vers le nord le cours de la rivière Châteauguay, laquelle se déverse sur la rive sud du fleuve Saint-Laurent.

## Toponymie
Le toponyme rivière Hinchinbrooke a été officialisé le 29 novembre 1991 à la Commission de toponymie du Québec.